# أطراف الحديث
أطراف الحديث برنامج حواري أسبوعي يعرض على قناة الشرقية يقدمه الكاتب والناقد والصحفي الدكتور مجيد السامرائي
يستضيف البرنامج شخصيات مختلفة ذات منجز أبداعي كبير في مجالات حياتية وفنية مختلفة حيث أستضاف البرنامج العديد من الشعراء والتشكيليين والسياسيين والرياضيين والفنانين، ولعل أبرز ضيوف البرنامج الفنان كاظم الساهر والشاعر الكبيرعبد الرزاق عبد الواحد والشاعر العربي الكبير سميح القاسم قبل وفاته بشهور 
يبدأ البرنامج بعرض تقرير لمدة دقيقة أو اقل عن سيرة الشخصية المستضافة بطريقة السرد الوثائقي ويكون صوت الراوي المصاحب للمادة الوثائقية بصوت الفنان الأردني عبد الكامل خلايلة ، ثم يقوم مُقدم البرنامج بطرح الاسئلة على الضيف وغالبا ما تكون الاسئلة غير معدة مسبقاً ويتم استسقائها من سياق الحديث وفي نهاية الحديث يسأل مقدم البرنامج الدكتور مجيد السامرائي ضيوفه سؤالاً يختتم به حلقة اللقاء، والسؤال هو” كيف رأيت الدنيا”؟